# Talitropsis crassicruris
Talitropsis crassicruris är en insektsart som beskrevs av Frederick Wollaston Hutton 1896. Talitropsis crassicruris ingår i släktet Talitropsis och familjen grottvårtbitare. Inga underarter finns listade i Catalogue of Life.